# جهيمان العتيبي
جهيمان بن محمد العتيبي (16 سبتمبر 1936 / 1 رجب 1355 - 9 يناير 1980)، هو من أبرز الأسماء وقائد عملية الإستيلاء على الحرم المكي عام 1979. كان جهيمان رقيباً بالحرس الوطني السعودي لمدة ثمانية عشر عاماً ثم تقاعد، وكان قد درس حتى الصف الرابع من المرحلة الابتدائية، وانتقل بعدها إلى الجامعة الإسلامية في المدينة المنورة، وهناك التقى جهيمان بـ محمد بن عبد الله القحطاني أحد تلامذة الشيخ عبد العزيز بن باز. تزوج جهيمان أخت محمد القحطاني لتبدأ بعدها حادثة الحرم المكّي الشهيرة في غرّة محرّم من عام 1400 من الهجرة والتي اعتبرها منفذوها تحقيقا لقدوم مجدد كل مائة عام، ودفعوا لمبايعة محمد عبد الله القحطاني، خليفة للمسلمين، وإماماً لهم على أنه المهدي

## نشأته
نشأ جهيمان العتيبي في ساجر، إحدى المستوطنات البدوية التي أنشأها عبد العزيز بن سعود وسميت بالهُجر، وتَسمّى سكانها بالإخوان أو «إخوان من أطاع الله»؛ وشكلو قوة عسكرية مع الملك عبد العزيز في الثلث الأول من القرن العشرين. فحاربو مع الملك عبد العزيز بقيادة رجل يدعى سلطان بن بجاد (سلطان الدين) إلى أن اختلفوا بسبب منهج التحديث الذي كان يتبعه عبد العزيز ورغبة الإخوان بإستمرار «الجهاد» والغزو بإتجاه مناطق في الكويت والعراق الواقع تحت الإنتداب البريطاني، فتواجهوا في معركة السبلة، هُزم فيها الإخوان، وألقي القبض على بن بجاد وسُجن حتى وفاته.
أورثت نشأة جهيمان في ساجر ضغينة للنظام الحاكم كما كان والد جهيمان صديقًا مقربًا من سلطان بن بجاد، ونصحه بعدم الاستسلام للملك عبد العزيز؛ فكان جهيمان لا يدين بالولاء للنظام الحاكم ولا يرى حرجًا بالتمرد عليه.

## الأول من محرّم 1400 هجري
يؤمن المسلمون بقدوم مجدد للدين كل مائة عام بقول الرسول صلى الله عليه وسلم «يبعث الله على رأس كل مائة عام من يجدد لأمتي دينها» كما تؤمن بعض الطوائف بقدوم المهدي المنتظر والذي يوصف بأنه من آل بيت الرسول صلى الله عليه وسلم، واسمه «محمد»، واسم أبيه يوافق اسم أبي النبي، ويلوذ المهدي بالمسجد الحرام.
أطراف المعادلة أصبحت كاملة من وجهة نظر جهيمان بمطلع قرن هجريّ جديد، وبصهر يسمّى «محمد بن عبد الله»، لم ينقص المعادلة إلا بيت الله الحرام ليلوذ إليه «المهدي المنتظر»، وهذا ما تمّ بعد صلاة الفجر في غرّة محرّم من العام 1400 هـ الموافق 20 نوفمبر 1979 دخل جهيمان وجماعته المسجد الحرام في مكة المكرمة لأداء صلاة الفجر يحملون نعوشاً للصلاة عليها صلاة الجنازة بعد صلاة الفجر، وما أن انفضّت صلاة الفجر، قام جهيمان وصهره أمام المصلين في المسجد الحرام ليعلن للناس نبأ المهدي المنتظر وفراره من «أعداء الله» واعتصامه في المسجد الحرام. قدّم جهيمان صهره محمد بن عبد الله القحطاني على أنه المهدي المنتظر، ومجدد هذا الدين، وذلك في اليوم الأول من بداية القرن الهجري الجديد.
قام جهيمان وأتباعه بمبايعة «المهدي المنتظر» محمد بن عبد الله القحطاني، وطلب من جموع المصلين مبايعته، وأوصد أبواب المسجد الحرام، ووجد المصلّون أنفسهم محاصرين داخل المسجد الحرام. يروي بعض شهود العيان إنهم كانوا قناصة ماهرين لدرجة إنهم يقنصون العسكر السعوديين من أعلى المنارة وكانت أحياء مكة ترى الأدخنة من جهة الحرم بكل وضوح نتيجة للمبادلة بالنار داخل الحرم ويروي آخرون بقاءهم في المسجد الحرام 3 أيام والتي من بعدها أخلى جهيمان سبيلهم لمرافقتهم النساء والأطفال وبقى كمّ لا بأس به من المحتجزين في داخل المسجد. وتم قطع المياه والكهرباء لشل تحركاتهم واستطاعت بعدها القوات دخول الحرم المكي وتخليصه، سقط على إثرها الكثير منهم ومن بينهم محمد القحطاني.

## تحرير المسجد الحرام والقبض على جهيمان

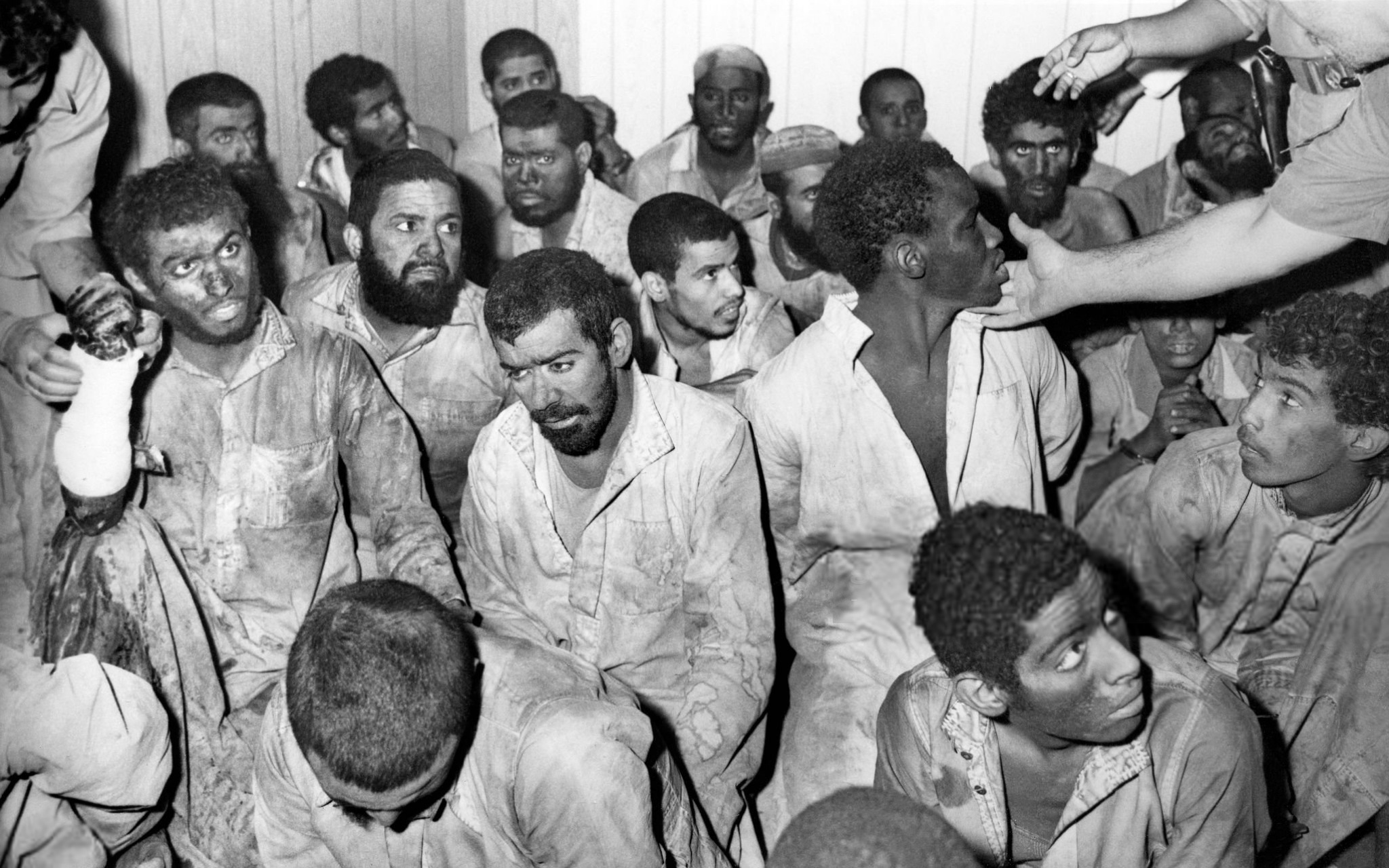
أعوان جهيمان بعد القبض عليهم

أول قوات حاولت تخليص الحرم المكي الشريف كانت قوات الأمن الداخلي وفشلت في ذلك بسبب حرصهم على سلامة المصلين. فتم طلب الإمدادات من قبل قوات الحرس الوطني والتي تدخلت بالمدرعات وتدخلت عبر فرق المشاة.[بحاجة لمصدر]
وتمت محاكمتهم في المحكمة المستعجلة، وصدر حكم المحكمة بالقصاص على 61 من أفراد الجماعة تعزيراً على جميع مدن المملكة الرئيسية، وكان جهيمان من ضمن قائمة المحكومين بالإعدام.

## أسرته
جهيمان متزوج من أخت الشاعر خلف بن هذال ولدى جهيمان أيضًا أخت متزوجة من خلف بن هذال، تزوج جهيمان ثلاث مرات ولديه من الأبناء:
- هذال بن جهيمان - ضابط في الحرس الوطني.
- عبد الله بن جهيمان - متزوج في 2 شعبان 1431هـ
- محمد بن جهيمان.
- وبنتين.

## وصلات خارجية
- ناصر الحزيمي في مقابلة مع برنامج في الصميم على يوتيوب.